# Pedret i Marzà
Pedret i Marzà è un comune spagnolo di 142 abitanti situato nella comunità autonoma della Catalogna.